# 朝鲜审查制度
朝鲜民主主义人民共和国审查制度是朝鲜政府和朝鲜劳动党为维护政权而对国民言论和公共内容所实施的审查制度。
朝鲜政府严密控制新闻舆论，使得该国新闻自由排名长期居于末位。根据无国界记者发布的年度新闻自由指数，至2022年时朝鲜在受调查的180个国家或地区中排名倒数第一。
朝鲜唯一合法的新闻来源为朝鲜中央通讯社。此外，媒体刊发的多数内容是用于政治宣傳及制造对金日成、金正日和金正恩的个人崇拜。

## 概要
审查是媒体垄断的一种形式，政府管制一切媒体，以确保人民绝对服从。朝鲜利用三层方法在意识形态、物质和制度层面控制国民。上述原则适用于一切朝鲜公民及游客。
纵使这套审查制度戕害人民（因为它对那些获得“非法”内容的人予以严惩），但它对儿童的破坏性最大。由于儿童更容易受影响，故更易遭受操纵，而朝鲜则利用这一点，以达成其目的。金正恩只优先考虑他认为相关的信息，并将之强加于青少年，不容丝毫改变。
对于成人，联合国调查委员会承认朝鲜有多种侵犯人权的行为，且与审查制度和政府控制有关，特别是侵犯思想和言论自由。
此外也不乏一些极端案例，美国国务院的一份报告记录了包括强迫劳动、强奸、强迫堕胎在内的极其恶劣的侵犯人权行为。报告中记录的一位官员是人民保安部第一副部长李泰哲（音）。人民保安部负责监督和管理严格的劳改营，它们以虐待和折磨公民而臭名昭著。
新闻工作者的人身安全亦受审查制度威胁。无国界记者指出朝鲜中央通讯社（KCNA）管制信息的采编和传播，严禁一切独立新闻。多年来，朝鲜的新闻工作者在实地工作时面临许多安全隐患。他们或遭逮捕，或被驱逐，或被投入集中营，乃至被杀害。

## 历史

### 金日成时期（1948－1994年）

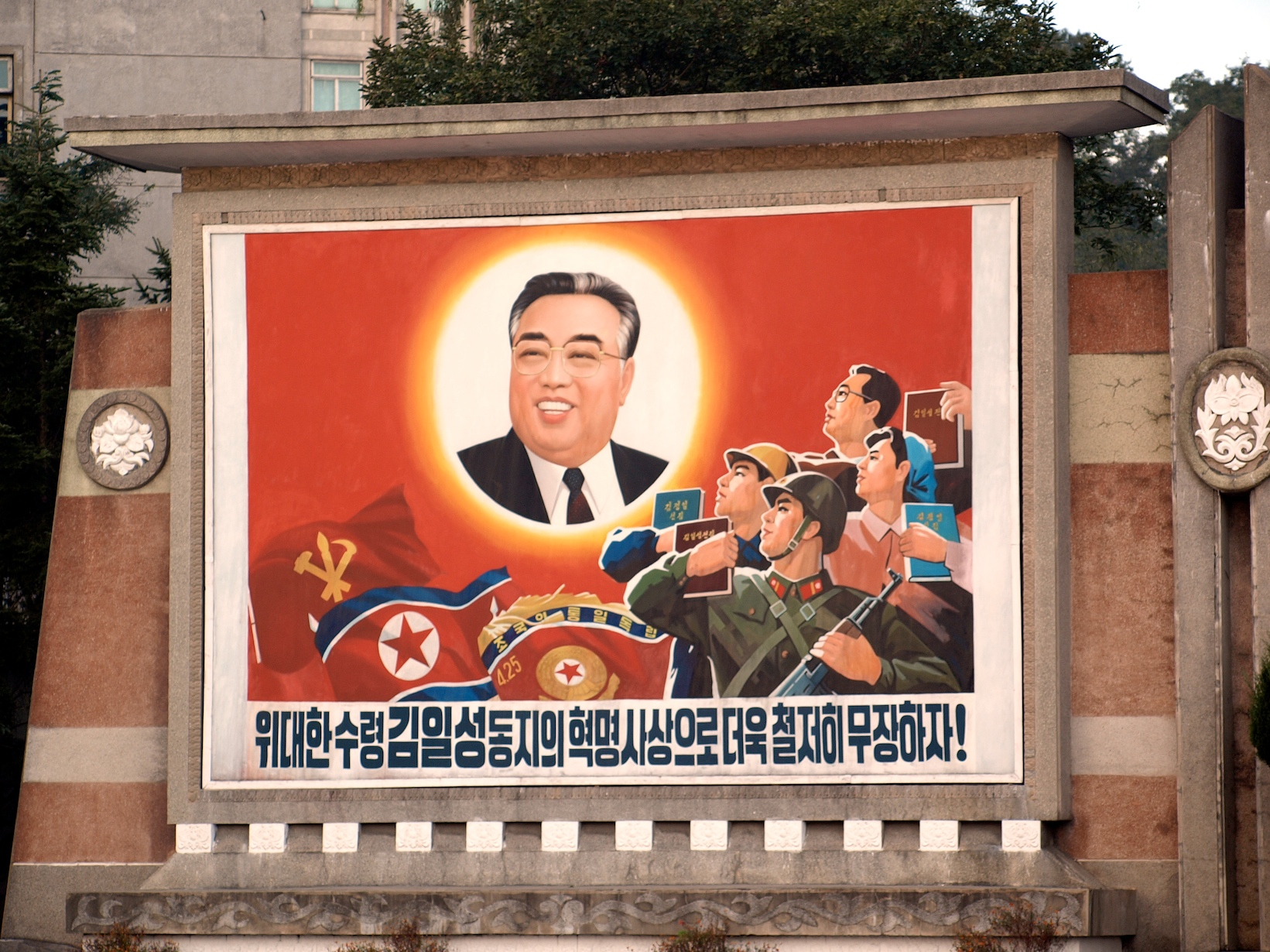
元山松岛酒店外的金日成画像

金日成于1912年4月15日在欧洲和日本的帝国主义鼎盛时期出生。（可能是日属朝鲜的经历） 金日成利用高压政策维系其统治，其手段包括但不限于强制失踪和将异见者投入集中营，并镇压抵制金日成独裁统治的声音。现任最高领导人金正恩仍然保持金日成时期的高压政策。目前，朝鲜任何媒体皆为国有。收音机和电视机亦经过特殊处理以防止接收到中华人民共和国、大韩民国的电视或广播信号。
金日成统治期间，苏联是朝鲜最大的援助国，据报斯大林亲自指定精通俄语的金日成为朝鲜领导人。为巩固统治基础，金日成发动集中指导运动；大规模的意识形态审查以及记录每位朝鲜人的背景和政治立场。苏联对朝鲜的影响力得到金日成的认可，朝鲜的审查制度从此有了雏形。手段包括工业国有化、劳动改革、没收私有土地以及开展宣传运动，借此巩固金日成在朝鲜的形象，进而操纵朝鲜人的思想。

#### 1946年至今：朝鲜中央通讯社

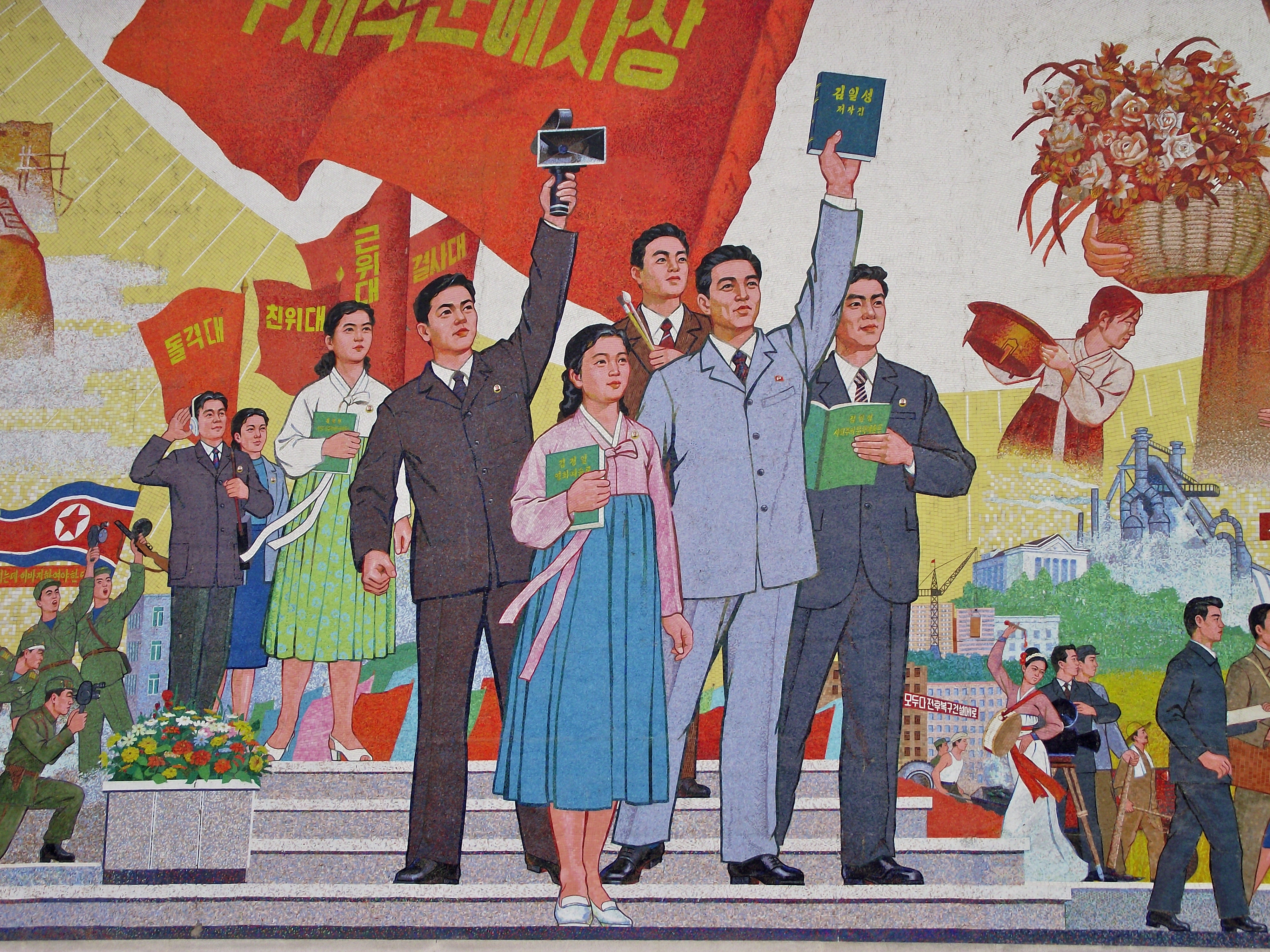
朝鲜的政治宣传

朝鲜中央通讯社（简称朝中社）是于1946年12月5日成立的朝鲜国有新闻社。该机构描绘了朝鲜政府对境外局势认知和其他国家或地区对朝鲜的看法（大多为正面报道）。据其网站记载，朝中社“代表朝鲜劳动党和朝鲜政府发出自己的声音”。它被视为朝鲜最有影响力的新闻媒体，其信息主要受众是外国人和2400万朝鲜公民。
朝中社是朝鲜主要的国营通讯社，负责全朝鲜的新闻和照片分发，并刊发朝鲜语、英语、俄语、西班牙语、汉语及日语新闻稿。从2011年1月1日起，该社始开始在官网上传视频。朝中社经常发表吹捧朝鲜及金日成家族的内容，编造及散布朝鲜相关的虚假新闻，例如朝鲜太空计划和可与美国相比的生活水平。它仍将美国、大韩民国蔑称为“帝国主义者”。新闻社与美国媒体有一定关联，其新闻可在其宣传中得知。韩国国防部的一批人员试图解释朝中社的重要性。朝中社经常报道谴责美日的行动，以及宣传金正恩，金正日等朝鲜领导人的正面形象。他们的2000余名员工受严格监视，以确保他们对朝鲜和金氏家族忠诚。
在原朝鮮勞動黨中央行政部部長張成澤被清洗之後，朝中社開始在其官網頁面執行大規模的文章刪除行爲。據悉被刪除的韓文原文報道有3.5萬篇，倘若計入翻譯至其他語言的內容，共計有10萬篇文章報道因爲此次事件而被從朝中社官網移除。排除被移除的文章，其他曾經提及張成澤的文章也被改動，以達成記錄抹煞的目的。所有被刪除的文章並非都直接提及張成澤，那些間接提及張成澤的文章也難逃被刪除的命運。
金正恩於2024年宣佈放棄統一並將大韓民國列爲「朝鮮民主主義人民共和國最敵對國家」之後，朝中社亦開始對原先與「統一」、「同族」、「和解」關聯的文章予以刪除。韓聯社評價朝中社的此次刪除文章行爲是「大舉刪除」，根據韓聯社的報道，朝中社在此次意識形態轉變過程當中刪除的文章包括2024年1月2號金與正的講話發表與2023年12月朝鮮勞動黨第八次中央委員會第九次全體會議擴大會議的報道。

### 金正日时期（1994－2011年）
金正日于1993年至1994年被授予了一系列职务和称号，奠定了其继承国家元首之位的基础。同年7月下旬，金日成死于心脏病发作，金正日随即成为下一任朝鲜统治者。金正日继承了父亲的独裁统治和严格的审查制度。他以利用军事宣传侵犯人权及防止朝鲜人得知外界信息而臭名昭著。尽管只允许公民获得军事化的政府宣传；但在金正日的独裁统治下，仍有不少朝鲜人利用非法手段得到了外国手机和DVD。
1983年，金正日的著作《新闻工作者的伟大导师》译为英文。在本书中，金正日教导记者们如何为朝鲜领导人拍摄最佳照片，研究朝鲜领导人著作，并向读者灌输忠诚。金正日亦在本书中写下他非凡成就的故事，详细介绍了他如何使一名记者死里逃生，以及如何修改某人的政治论文以求最佳。在金正日看来，媒体不过只是赞扬领导人的机器罢了。

#### 2004年－2008年：移动设备禁令
朝鲜政府通过一系列政策防止外来信息进入朝鲜。因1990年代朝鲜发生严重饥荒，贸易商就使用手机作为非法手段将食品和货物走私入境。蜂窝设备于2002年被进口到朝鲜，但两年后由于龙川火车站爆炸事件一度遭封禁 。
2008年12月，埃及电信与高麗電信合作推出3G网络。然而只有外国人或政府官员可以使用此服务。到2015年，已有300万朝鲜人订阅了此服务。使用此服务的用户必须申请订阅权限，且会“受到党政军之间至少八个部委的监视”。该网络不支持拨打国际电话。用户不时会收到朝鲜的政治宣传消息。
2013年，此计划为外国人提供了3G手机上网服务；该服务可以通过USB调制解调器或SIM卡进行。近期，随着政府对虛擬私人網路技术的认知进一步增加，当局采取了更多的措施来防止公民浏览“有害信息”，例如强化边境管制。一些非法手机可以连接中国大陆的网络。
这些电话可能是在朝鲜传播敏感信息的工具。朝鲜当局会处罚使用相关产品的国民。脱北者利用非法移动设备向外国人提供朝鲜的受限信息。短信和照片会发送给韩国的记者及活动家，以传播有关情况的详细信息。一些朝鲜人利用此手段发表新闻。这些知情人士发布了有关金正恩脚踝手术及其妻子李雪主2012年怀孕的新闻。
随着社交媒体和新闻应用程序成为媒体和民众发表信息的空间，朝鲜对其进行了严格限制。该国存在受到严格管控的网络空间，极少数朝鲜人可以访问被称为光明网的内部网。与万维网不同，该内网为企业，大学和政府间的联络提供帮助。它提供受到政府监控和过滤的电子邮箱和讨论版，只有部分研究员，宣传员和媒体人员可以访问国有媒体和从光明网删除的内容。

### 金正恩时期（2011年至今）

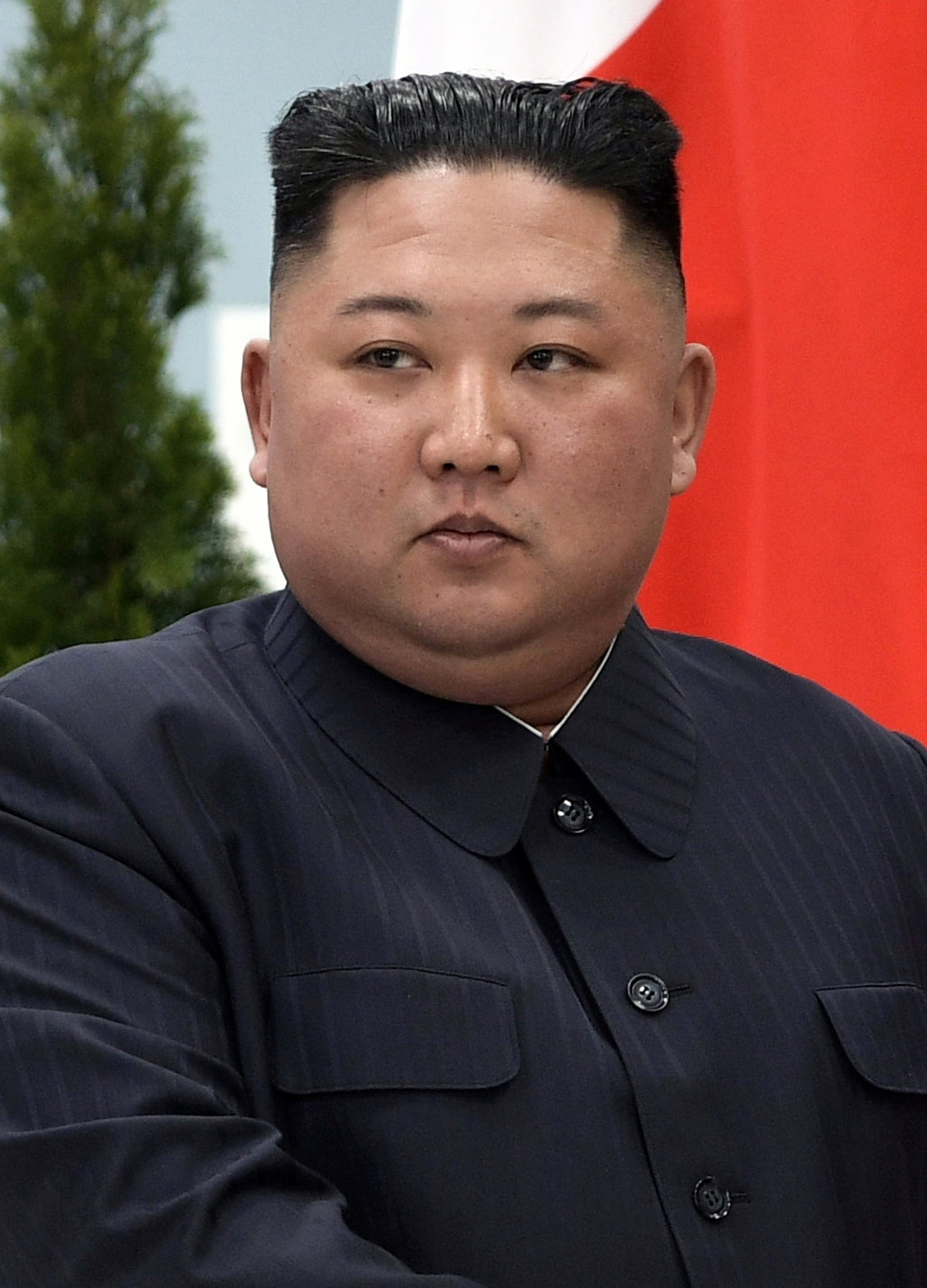
金正恩于2019年4月

自2011年12月28日成为朝鲜最高领导人以来，金正恩下令处决张成泽，并暗杀了金正男。
金正恩仍然利用严格的审查制度来监视朝鲜人的一举一动。截至2020年4月，该国在无国界记者所列出的新闻自由指数排名中所得到的新闻自由得分为83.4（其中最差得分为100），在180个国家的全球排名中排名列倒数第一。朝鲜新闻工作者仅为朝鲜劳动党的傀儡，他们需要自我审查其报道以反映金正恩的领导才能。外国媒体受到严格限制，并且经常被朝鲜媒体用作替罪羊。违反朝鲜劳动党规定的新闻工作者或遭监禁，或被处以强制劳动，乃至被处决。
朝鲜侵犯人权引起了全球关注。金正恩政权因酷刑，强制失踪和性暴力而臭名昭著。政府的每一层结构都是为了消除潜在的政治威胁并传播金正恩的意识形态，而那些企图突破审查制度的人将遭到严肃处理。
2020年12月4日，《朝鲜民主主义人民共和国反动思想文化排击法》经朝鲜最高人民会议第14届常任委员会第12次全体会议表决通过。审查制度进一步加剧。
2023年1月19日，朝鲜第14届最高人民会议第8次会议通过《朝鲜民主主义人民共和国平壤文化语保护法》，韩国统一部官员表示朝方意在加强对社会的全面管控。

## 广播和电视审查
在朝鲜购买的收音机或电视机只能接收受政府管控的频道，并使用标签以防止设备被破解。修改这些设备来接收外国广播电视节目属于严重的刑事犯罪。在2003年的一次选举中，社区和村庄的每个党支部负责人都收到要求检查收音机上的标记的指示。 
由于朝韩两地的电视制式不同（分别为PAL和NTSC），一般无法在没有修改电视设备的情况下同时收看两国的电视节目。 
据《每日朝鲜》报道，一些人可能使用短波对朝鲜发布资讯。持有短波收音机在朝鲜属于违法行为，但据称收音机可能被朝鲜特工没收之后被转售。 
应美国国务院委托，InterMedia于2012年5月10日发表的一项报告《安静的开幕：朝鲜人在不断变化的媒体环境中》中指出，尽管朝鲜当局以严酷的禁令和刑罚以防止朝鲜人接收到外界资讯，但仍然有朝鲜人（尤其是精英人士和心戰人員）不僅可訪問、閱覽受政府控制的媒體外，還可訪問、閱覽境外資訊和媒體。除了網際網路，收音机和DVD亦为朝鲜人得知外界资讯的渠道（在朝韩或中朝边界则是电视）  超50%的家庭拥有Notel （别称Notetel），这是一种中国产的便携媒体播放器，自2005年左右开始在朝鲜流行，并于2014年合法化，并被普遍认为此举是促进韩流进入朝鲜。   
截至2011年， 闪存盘在朝鲜的销量持续走高，它们主要用于在个人电脑上观看韩剧或韓國电影。 

## 新闻
在《无国界记者》每年发布的“新闻自由指数”排名中，朝鲜的排名始终处于低位。从2002年到2006年，该国的新闻自由指数极低，从2007年到2016年，它在约180个国家中排名倒数第二（仅次于厄立特里亚）。    在2017年和2018年，朝鲜再度排名最差。 在2019年，它被评为倒数第二，高于土库曼斯坦。  2020年，它再度名列最后。 
担任朝鲜记者，必须具有大学学历。经过极其严格的意识形态审查和背景检查后，才可能得到学院院长和管理人员之推荐。实习记者一般会经历4到5年的试用期，评估合格后才能成为正式记者。
在朝鲜，新闻工作是维护，捍卫，拥护和捍卫国家领袖的工作。由于该职业被定义为是政治活动家和动员群众的战士，因此朝鲜的记者必须是纯正的金日成主义者和热心的政治活动家，具有战争通讯员的精神和政治资格。朝鲜的记者不断受到“再教育”。
负责朝鲜新闻工作者再教育的组织是“朝鲜记者同盟”。它是记者和政治思想教育组织中等级最高的组织。该组织为记者进行哲学，经济学，世界历史，世界文学和外语方面的培训。
谈及朝鲜国内矛盾被视为叛国，是朝鲜社会的敌人。与金正日崇拜相关的内容在朝鲜中央电视台（广播电台）报道内容占比高达70%。其余内容用于指责美日韩三国。
朝鲜的记者需要写有关金日成家族的文章。金正日过去常用不同的角度惩罚写信人，理由例如“用言语描述一个人的想法”。 
经过再教育，工作15年以上且做出重大贡献的新闻工作者会得到“杰出新闻工作者”称号。 

## 网络政策
2006年，《无国界记者》互联网部门负责人朱利安·佩恩（Julien Pain）将朝鲜称之为世界上最严重的互联网黑洞， 位列于《互联网敌人》名单之中。 
朝鲜通常严禁人民访问互联网，仅部分高级官员可以访问。 在大多数大学中，只设置了少量受到严格监控的计算机。其他公民只能访问该国称之为“光明网”的内部网络。光明网由朝鮮電腦研究中心开发。 外国人可以使用3G网络访问互联网。  但是，随着IT行业的发展，朝鲜内网访问量也开始增加。 。除却极少数例外，光明网完全与互联网分离，作为朝鲜运用国家控制的私有资源的一种手段，完全由政权监控。这套内联网为外国竞争者设下壁垒，该国由此可以维持自己的私人网络。
2014年朝鲜开发的基于Android系统的“Ullim”平板电脑具有高强度的监控功能。平板电脑会获取用户打开的应用程序截图并保存历史记录。该平板电脑只准用户访问极少数指定应用程序，共享水印数据以监听人与人之间的内容传播，并且只允许用户访问自己在平板电脑上创建的内容或预装内容。第三方内容及来自其他用户的内容无从访问。
迄2022年，朝鲜的移动用户仍只能接入光明网。同时仅少数朝鲜精英享有互联网接入权。互联网访问仅限于军事和政府业务。